# Alexander McCall
Pour les articles homonymes, voir McCall.
Alexander McCall (21 décembre 1844-10 juin 1925) est un homme politique canadien de l'Ontario. Il est député fédéral conservateur de la circonscription ontarienne de Norfolk de 1908 à 1911.

## Biographie
Né à Charlotteville (en) dans le Canada-Ouest, McCall étudie dans le comté de Norfolk. Il entame une carrière publique occupant le poste de maire de Simcoe de 1893 à 1894.
Élu en 1908, il est défait en 1911.
Il est nommé au Sénat du Canada sur recommandation du premier ministre Robert Borden en 1913 pour la division sénatoriale de Simcoe. Il demeure en poste jusqu'à son décès en juin 1925 à l'âge de 80 ans.